# Evangelium podle Jana

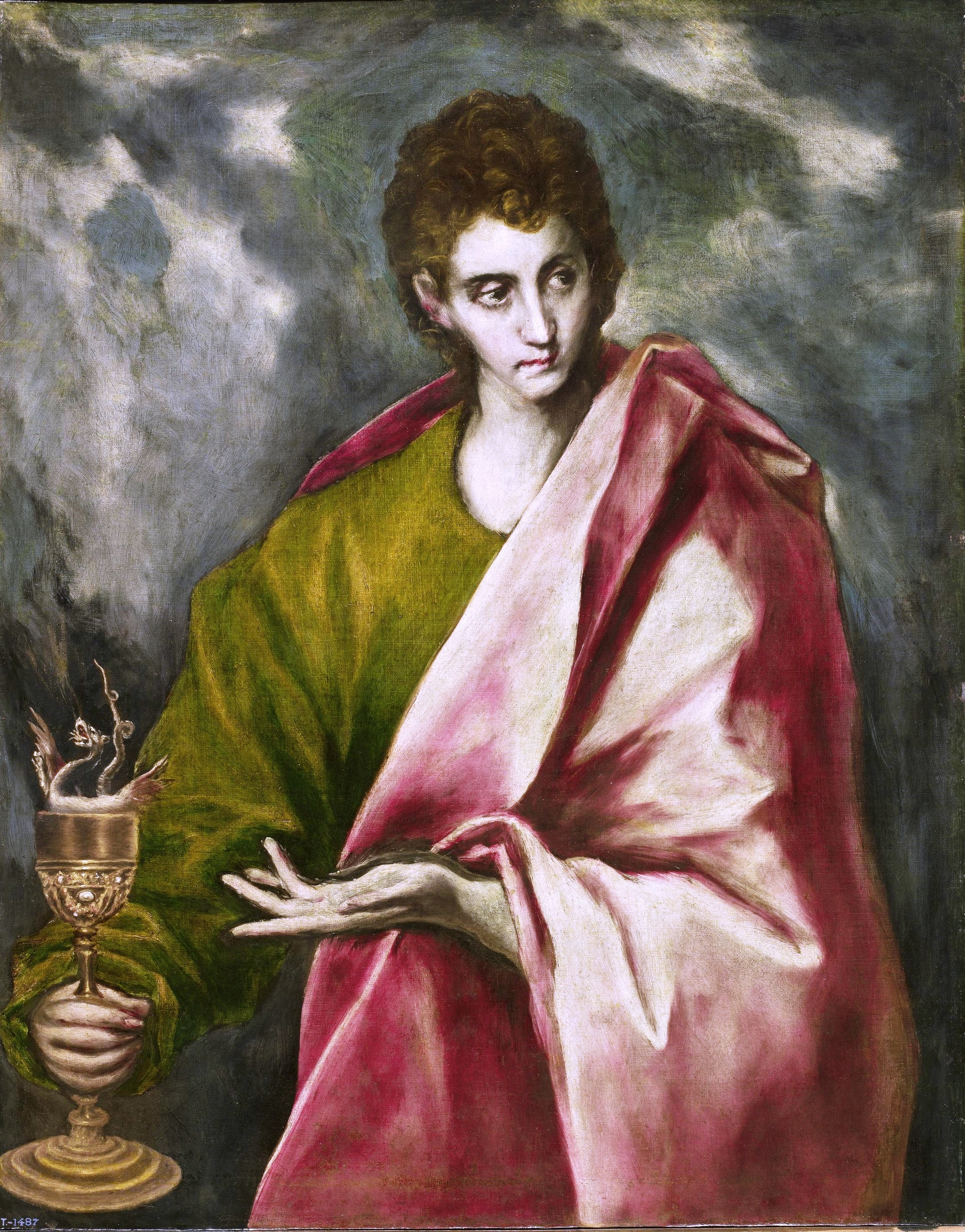
El Greco: Jan Evangelista

Evangelium podle Jana (zkratka J nebo Jan) je poslední z kanonických evangelií, čtvrtá kniha Nového zákona. Autor se představuje jako Ježíšův učedník, tradice spojuje autorství Janova evangelia, tří Janových listů a Janova Zjevení a pokládá je za díla apoštola Jana; část teologů Janovo autorství popírá. Evangelium bylo napsáno řecky pravděpodobně někdy mezi léty 85 až 100, nejspíše v Efesu.

## Charakteristika
Od ostatních tří synoptických evangelií se evangelium Janovo značně liší jak obsahem, tak stylem a jazykem: vynechává většinu synoptické látky, včetně Kázání na hoře, naznačuje, že Ježíšovo veřejné působení trvalo pravděpodobně tři roky a že Ježíš byl ukřižován dva dny před sobotou. Odehrává se většinou v Judsku a v Jeruzalémě. Místo většiny uzdravení atd., o nichž píší synoptici, uvádí významná znamení, která mají vést k víře a zjevují Ježíše jako Krista, například proměnění vody ve víno v Káně nebo vzkříšení Lazara.
Začíná slavnostním úvodem (Prolog), který připomíná začátek celé Bible, a obsahuje řadu rozsáhlých Ježíšových řečí a rozhovorů, kde se vyskytují obraty, charakteristické pro řeckou vzdělanost té doby, například rozvinutá výpovědi o Slovu (logos), pravdě a zejména o jeho vlastním poslání (věty s „Já jsem…“) a vztahu k Otci. Místo podobenství jsou zde spíše alegorie jako Dobrý pastýř (J 10,1–7) nebo Vinný keř (J 15,1–17) a je pravděpodobné (tak i dle tradice a Eusebia), že autor znal synoptická evangelia. To je jeden z důvodů, pro který se jeho vznik klade až do konce 1. století.
Evangelium se od počátku chápalo jako součást Nového zákona a je obsaženo v nejstarších rukopisech. Dvanáct veršů (J 7,53–8,11), tzv. perikopa o cizoložné ženě, však v nejstarších rukopisech (např. Sinajský kodex a Vatikánský kodex) chybí a jeden rukopis je řadí do evangelia Lukášova. Přesto je řada odborníků pokládá za autentické, protože si lze daleko spíš představit, proč byly vypuštěny, než že by byly dodatečně přidány.

## Autorství

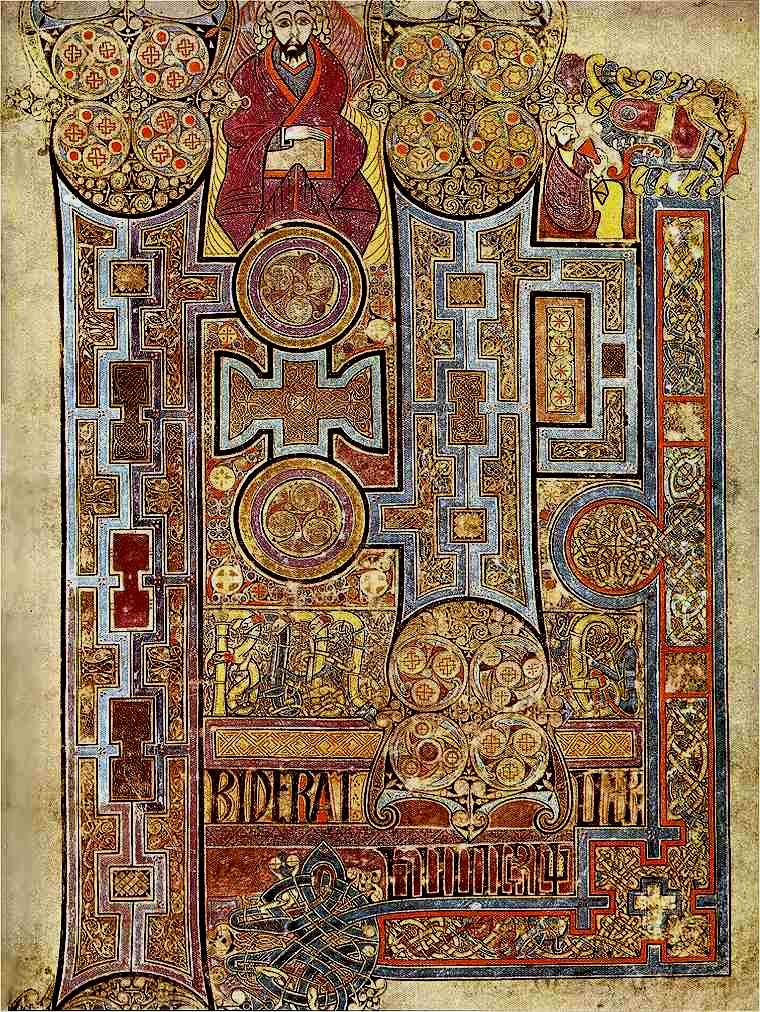
Začátek Janova evangelia.
Book of Kells, 8. stol.

Nejstarší zachované rukopisy mají nadpis „Podle Jana“ a Eusebius (přelom 2. a 3. stol.) v „Církevních dějinách“ je s odvoláním na svědectví Papiovo připisuje „presbyteru Janovi“. Celá tradice počínaje Ireneem († 202) jej však ztotožňuje s apoštolem téhož jména.
Pro autorství apoštola Jana hovoří tyto argumenty:
- Pisatel byl dobře obeznámen s názory tehdejších Židů (J 1,21; 6,14; 7,40; 12,34).
- Popisované detaily naznačují, že některá místa znal osobně.
- Pisatel o sobě říká, že byl očitým svědkem. Jednotlivce, kteří určité věci řekli nebo udělali, představuje jménem. (J 1,40; 6,5.7; 12,21; 14,5.8.22; 18,10). Detailně určuje dobu, kdy se staly určité události. Ve svých popisech uvádí počty přesně, nenápadně, přirozeně.
- O pisateli se navíc hovoří jako o „učedníkovi, kterého Ježíš miloval“ (J 21,20.24).

Proti možná hovoří dobrá řečtina, zdánlivě spekulativní povaha projevů a některé helenistické představy. Autor opakovaně hovoří o „Židech“ jako o cizích (což může znamenat již hotové oddělení od synagogálního židovství) a „vyhánění ze synagog“ je pro něho minulostí.
Shora popsané argumenty pro a proti je možno překlenout několika výklady: 1) Podle tradice napsal evangelium Jan ve vysokém věku; během dlouhého pobytu v helénistickém prostředí se naučil dobře řecky a osvojil si představy světa, v němž žil. 2) Evangelium vzniklo pod přímým vlivem Janovým, z jeho svědectví (J 21,24), avšak jeho sepsáním byl pověřen některý z Janových učedníků či jeho sekretář. Mnozí biblisté soudí, že i Janovo evangelium vzniklo z původního očitého svědectví, jež bylo postupně zpracováno a redigováno.

## Nejstarší doklady
Nejstarším dochovaným fragmentem Janova evangelia je Papyrus P 52 uložený v Rylandsově knihovně v Manchesteru. Papyrus byl zakoupen roku 1920 v Egyptě, kde byl nalezen v mumii. Obsahuje část rozhovoru Ježíše s Pilátem (J 18,31–33 a J 18,37–38). Tento fragment vznikl v 1. polovině 2. století; patrně kolem roku 125 (F. F. Bruce, Adolf Deissmann). Fragment, nalezený v místě geograficky velmi vzdáleném od Malé Asie, kde pravděpodobně Janovo evangelium vzniklo, vyvrací teorie některých starších teologů (např. F. C. Baur), kteří kladli vznik Janova evangelia až na konec 2. století.

## Citáty
| „       | Na počátku bylo Slovo, to Slovo bylo u Boha, to Slovo byl Bůh. | “ |
| — J 1,1 |                                                                |   |

| „           | V chrámu našel prodavače dobytka, ovcí a holubů i penězoměnce, jak sedí za stoly. Udělal si z provazů bič a všechny z chrámu vyhnal, i s ovcemi a dobytkem, směnárníkům rozházel mince, stoly zpřevracel a prodavačům holubů poručil: „Pryč s tím odtud! Nedělejte z domu mého Otce tržiště!“ | “ |
| — J 2,14–16 | |   |

| „           | Neboť Bůh tak miloval svět, že dal svého jediného Syna, aby žádný, kdo v něho věří, nezahynul, ale měl život věčný. Vždyť Bůh neposlal svého Syna na svět, aby soudil, ale aby skrze něj byl svět spasen. Kdo v něho věří, není souzen. Kdo nevěří, je již odsouzen, neboť neuvěřil ve jméno jednorozeného Syna Božího. | “ |
| — J 3,16–18 | |   |

| „            | Já jsem dobrý pastýř. Dobrý pastýř položí svůj život za ovce. Ten, kdo není pastýř, kdo pracuje jen za mzdu a ovce nejsou jeho vlastní, opouští je a utíká, když vidí, že se blíží vlk. A vlk ovce trhá a rozhání. Tomu, kdo je najat za mzdu, na nich nezáleží. | “ |
| — J 10,11–13 | |   |

| „         | Pokoj vám zanechávám, svůj pokoj vám dávám; ne jako dává svět, já vám dávám. Ať se srdce vaše nechvěje a neděsí! | “ |
| — J 14,27 | |   |

| „          | To je mé přikázání, abyste se milovali navzájem, jako jsem já miloval vás. Nikdo nemá větší lásku než ten, kdo položí život za své přátele. | “ |
| — J 15,12n | |   |

| „         | Ve světě máte soužení. Ale vzchopte se, já jsem přemohl svět. | “ |
| — J 16,33 |                                                               |   |